# Fatty candidat
Pour les articles homonymes, voir The Life of the Party.
Pour plus de détails, voir Fiche technique et Distribution.
Fatty candidat (The Life of the Party) est un film américain réalisé par Joseph Henabery mettant en scène Fatty Arbuckle. Le film est sorti en 1920, et une copie est conservé à la Bibliothèque du Congrès.

## Synopsis
L'avocat Algernon Leary est candidat au poste de maire. Il assiste à une fête pour les adultes déguisés en enfants. En rentrant chez lui il se fait voler son manteau. Il se réfugie dans un immeuble, où il surprend son rival en fâcheuse posture.

## Fiche technique
- Titre original : The Life of the Party
- Réalisation : Joseph Henabery
- Scénario : Walter Woods
- Photographie : Karl Brown
- Production : Famous Players-Lasky Corporation
- Distributeur : Paramount Pictures
- Durée : 6 bobines[2]
- Date de sortie :
  - États-Unis : 21 novembre 1920

## Distribution
- Roscoe Arbuckle : Algernon Leary
- Winifred Greenwood : Mrs. Carraway
- Roscoe Karns : Sam Perkins
- Julia Faye : 'French' Kate
- Frank Campeau : Juge Voris
- Allen Connor : Jake
- Fred Starr : Bolton

## Galerie

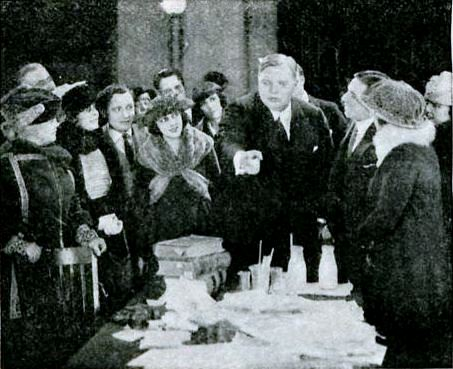
Leary (Arbuckle) dans une scène du film
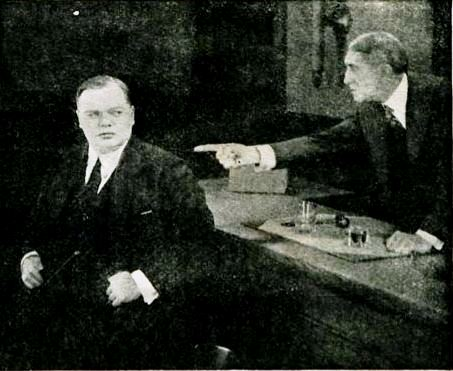
Le juge (Campeau) met au defi l'avocat
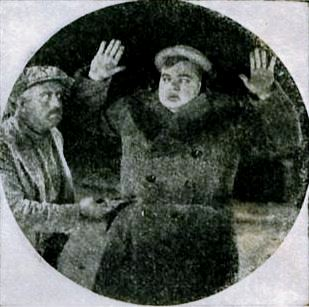
Il repart chez lui et se fait détrousser
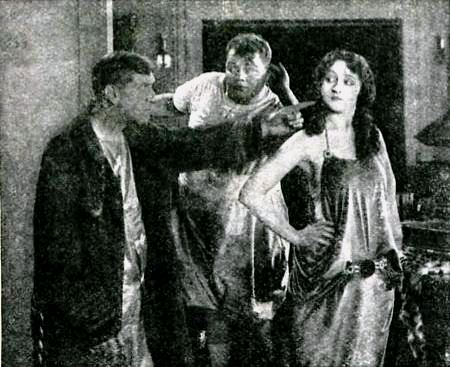
Il se réfugie dans un immeuble, où il surprend son rival.